# 대구 근대골목
대구 근대골목은 대구광역시 중구에 위치한 골목길이다. 19세기 후반부터 20세기 초반의 대구의 모습을 잘 보존하고 있으며, 5개의 골목 관광 코스가 있다. 한국관광 100선에 선정됐다.

## 코스

### 1코스
1.67km의 코스로 약 3시간이 소요된다.

### 2코스(근대문화골목)
1.64km의 코스로 약 2시간이 소요된다. 매주 토요일 10:00 ~ 12:00 / 14:00 ~ 16:00까지 가이드 투어가 있다.
동산청라언덕 → 제일교회 → 3.1만세운동길 → 계산성당 → 이상화, 서상돈 고택 → 뽕나무골목(두사충) → 에코한방웰빙체험관 → 구 제일교회 → 약령시 한의약박물관 → 영남대로 → 종로 → 진골목 → 화교협회(화교소학교)

### 3코스(패션한방길)
2.65km의 코스로 약 2시간이 소요된다.
주얼리타운 → 교동귀금속거리 → 동성로 → 남성로(약령시) → 서문시장

### 4코스(삼덕봉산문화길)
4.95km의 코스로 약 2시간 50분이 소요된다.
- 4-A코스 : 국채보상운동기념공원 → 화폐전시실 → 관음사 → 벨벳갤러리 → 대구형무소 옛터(삼덕교회) → 법원 옛터(스파크랜드)
- 4-B코스 : 경북대학교병원(구 대구도립병원) → 삼덕마루 → 동인삼덕 생태문화골목길(삼덕지하보도) → 신천길 → 김광석 다시그리기길 → 김광석 스토리하우스
- 4-C코스 : 봉산하늘 → 봉산문화거리 → 봉산문화회관 → 거북바위(제일중학교) → 향교 → 대구천 벽화길 → 건들바위

## 명소

### 3.1만세운동길

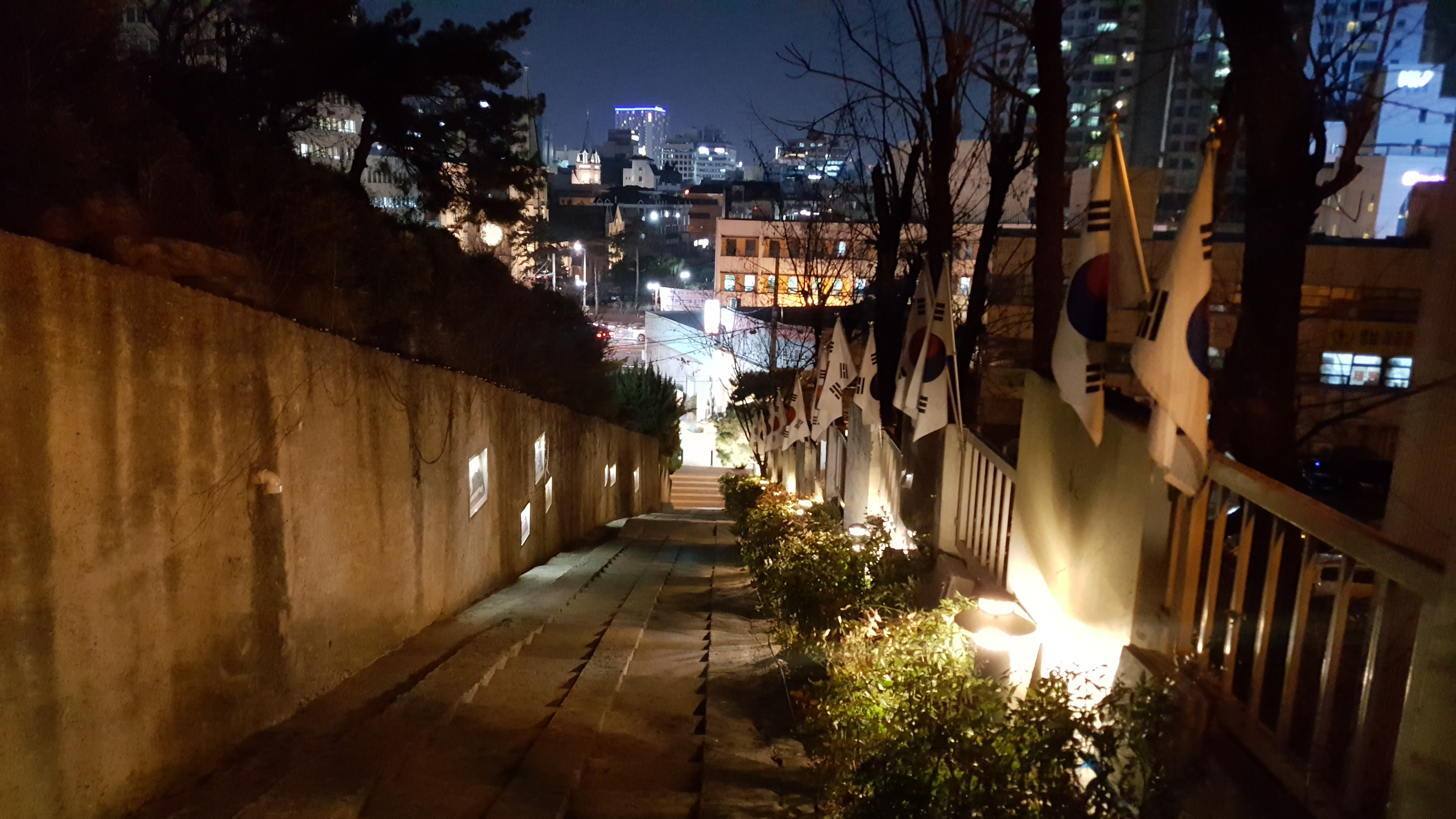
3.1만세운동길

1919년 3.1 운동을 준비하던 계성학교, 신명학교, 대구고보 등의 학생들이 3.1운동 집결지인 도심으로 향하던 길이었다. 당시에는 소나무가 우거져 일본 순사의 눈을 피할 수 있었다고 한다.